# Takanori Sugeno
Takanori Sugeno (菅野 孝憲?, Sugeno Takanori; Saitama, 3 maggio 1984) è un calciatore giapponese, portiere del Consadole Sapporo.

## Palmarès

### Club

#### Competizioni nazionali
- J2 League: 2

Yokohama FC: 2006
Kashiwa Reysol: 2010
- Campionato giapponese: 1

Kashiwa Reysol: 2011
- Supercoppa del Giappone: 1

Kashiwa Reysol: 2012
- Coppa dell'Imperatore: 1

Kashiwa Reysol: 2012
- Coppa J. League: 1

Kashiwa Reysol: 2013

#### Competizioni internazionali
- Coppa Suruga Bank: 1

Kashiwa Reysol: 2014

### Individuale
- Miglior giovane della J.League: 1

2007